# Governatorato di al-Mahra
Al-Mahra (in arabo المهرة‎?) è un governatorato dello Yemen nella regione dell'antico Sultanato di Mahra. Il suo capoluogo è al-Ghayda.
Nella regione, oltre all'arabo, si parla una lingua locale, il Mahra (o Mehri).

Da questa regione provengono quelli che sono da sempre stati considerati i migliori dromedari da corsa e le parole "mehari", o "meharista" derivano per l'appunto da ciò.